# Piotr Waszek
Piotr Waszek (ur. 26 czerwca 1960) – polski lekkoatleta, specjalizujący się w biegach sprinterskich.

## Osiągnięcia
- Mistrzostwa Polski seniorów w lekkoatletyce
  - Bydgoszcz 1983 – srebrny medal w skoku w dal
  - Lublin 1984 – srebrny medal w sztafecie 4 × 100 m, brązowy medal w biegu na 100 m
  - Bydgoszcz 1985 – srebrny medal w sztafecie 4 × 100 m
  - Grudziądz 1986 – złoty medal w sztafecie 4 × 100 m, srebrny medal w biegu na 100 m

## Rekordy życiowe
- bieg na 100 metrów
  - stadion – 10,34 (Słupsk 1986)
- bieg na 200 metrów
  - stadion – 21,05 (Zabrze 1984)